# اد یووانوفسکی
اد یووانوفسکی (انگلیسی: Ed Jovanovski؛ زادهٔ ۲۶ ژوئن ۱۹۷۶) بازیکن هاکی روی یخ اهل کانادا است.
از باشگاه‌هایی که در آن بازی کرده‌است می‌توان به فینیکس کایوتیس و ونکوور کناکز اشاره کرد.